# Anastase II (pape)
Pour les articles homonymes, voir Anastase II et Anastase.
Anastase II est le 50e évêque de Rome du 24 novembre 496 jusqu'à sa mort le 19 novembre 498. Il a un rôle important dans la tentative de mettre fin au schisme Acacien, mais ses efforts aboutissent au schisme Laurentien, qui suit sa mort.
Anastase II est l'un des deux seuls papes au cours des 500 premières années de l'histoire de l'Église, avec le pape Libère, à ne pas avoir été canonisé comme saint dans l'Église catholique romaine.

## Biographie

### Origines
Les origines de sa famille ne sont pas connues, probablement grecque et installée à Rome, où Anastase naît, fils d'un prêtre dénommé Pierre. Il s'agit peut-être de l'Anastase qui fut chargé de lire la lettre du pape Félix III au concile de Rome en 485, et les requêtes de Misène au concile de 495. Il est consacré le 24 novembre 496, après un interrègne de trois jours, représentant des tendances romaines les plus conciliatrices envers l'Église d'Orient.

### Schisme Acacien
L'Église est dans un grave conflit doctrinal depuis 484, entre les églises orientales et occidentales, connu sous le nom de schisme Acacien. Les papes Félix III (483–492) et Gélase Ier (492–496) avaient généralement adopté des positions dures à l'égard de l'Église orientale et avaient excommunié de nombreuses personnalités religieuses majeures, dont le patriarche Acace de Constantinople. Les efforts de l'empereur d'Orient Zénon pour réduire le problème n'ont pas été reconnus par Félix III et Gélase Ier ; le schisme entre les églises est important. À la mort de Gélase Ier, Anastase II est nommé pape en grande partie avec le soutien d'une faction qui souhaite améliorer les relations entre les Églises occidentales et orientales et mettre fin au schisme,.
Dès son élévation au pontificat, il chercha à ramener les monophysites au sein de l'Église et à rétablir la paix au sein de celle-ci. Il envoie immédiatement les évêques Crescone et Germain à Constantinople pour rencontrer l'empereur byzantin Anastase Ier, qui porte le même nom que le pape, et travailler sur un accord pour mettre fin au schisme Acacien. Anastase II indique dans une lettre son ardent désir de réunification et le prie d'y travailler lui-même, disant qu'il est prêt à accepter les baptêmes qui ont été accomplis par Acace et à laisser la question être tranchée par le divin plutôt que par les autorités ecclésiales. Une de ses ambassades à l'empereur est flanquée d'une mission du roi des Goths Théodoric le Grand qui demande à être reconnu roi d'Italie, sous la direction du consul romain Rufius Postumianus. L'empereur se sert de cette demande pour négocier, en échange de la concession à Théodoric, que le nom d'Acace, qui a écrit l'Hénotique et qui, pour cela a été excommunié par Félix III, soit enlevé des diptyques sacrés. Le pape prie l'empereur, en termes très humbles, de bien vouloir le faire enlever, et de ne pas permettre que, pour une chose si peu importante et qui ne regarde qu'un seul homme, on ne déchire pas plus longtemps la tunique de Jésus-Christ. Anastase Ier semble  également disposé à coopérer mais veut l'acceptation de l' Hénotique, la position de compromis développée par Zenon. Afin de réduire la tension, Anastase II aurait donné la communion à Photin de Thessalonique, un compagnon d'Acace.
Son attitude conciliante soulève les plus vives critiques parmi de nombreux évêques et membres du clergé de Rome, surtout après l'accueil bienveillant du diacre Photin de Thessalonique. Les bonnes dispositions du pape semblent à des personnes trop zélées, trop ouvertes aux courants hérétiques. Ces gestes conciliants créent une division nette entre ceux qui soutiennent la modération envers les monophysites dans l'Empire byzantin et ceux qui s'y opposent. En raison de la communion avec Photin, beaucoup à Rome refusent de recevoir la communion d'Anastase II et la situation atteint un point critique.
Une brève biographie d'Anastase II est rapportée dans le Liber Pontificalis qui souligne comment il voulait parvenir à un accord avec les hérétiques sans l'avis des évêques et autres religieux de la curie romaine, restant isolé. Certains, peu nombreux, tentant de réhabiliter de la figure du pape, ont émis l'hypothèse que les nouvelles rapportées par le Liber Pontificalis pourraient être dues à une confusion entre le pape Anastase II et l'empereur d'Orient Anastase Ier, alors régnant.

### Mort
Au plus fort de la tension créée par ces tentatives d'amélioration des relations entre l'Orient et l'Occident, Anastase II meurt subitement le 19 novembre 498, après deux années de règne, et est enterré dans l'atrium de l'antique basilique vaticane. Selon la tradition, sa mort aurait été semblable à celle d'Arius qui, tout en s'occupant de ses fonctions corporelles et physiologiques, perdit toutes ses entrailles, qui se déversèrent sur le sol.
Pour ceux qui s'opposent à ses tentatives de remédier au schisme, sa mort en 498 est considérée comme un châtiment divin. Les factions qui s'étaient formées pendant son règne en tant que pape se séparent de manière décisive et nomment chacune un pape rival. La faction opposée à la conciliation nomme Symmaque comme pape pour lui succéder. Cependant, l'important consul romain Rufius Postumianus, qui a été l'un des principaux instigateurs des tentatives de conciliation d'Anastase II et qui aurait pu conduire à sa nomination comme pape, soutient la revendication papale rivale de Laurent. L'Église romaine connaît alors son propre schisme entre différentes factions, ce qui rend impossible les efforts visant à réduire le schisme entre l'Église de Rome et l'Église de Constantinople.

### Autres actions
Anastase II a décoré la confessio en argent sur le tombeau du martyr Laurent de Rome dans la basilique Saint-Laurent-hors-les-Murs qui lui est dédiée.
Il aurait écrit également à Clovis Ier pour le féliciter de sa conversion (en fait cette lettre est un faux, fabriqué de toutes pièces au XVIIe siècle).

## Héritage

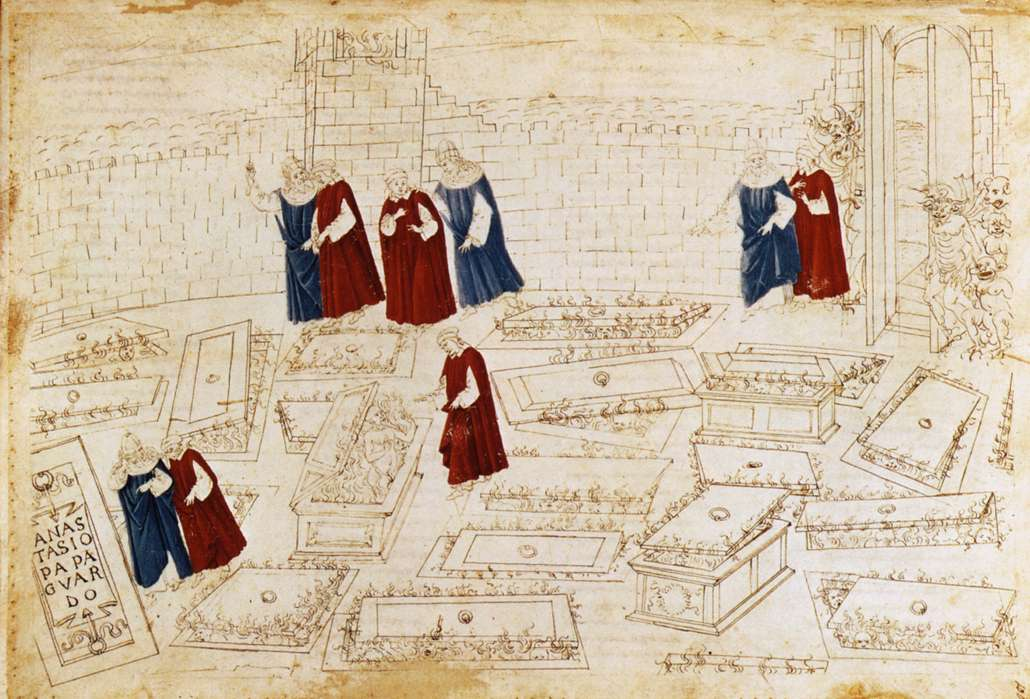
Sandro Botticelli, illustration de la Divine Comédie avec la tombe d'Anastase II.

Durant le Moyen Âge, Anastase II est souvent considéré comme un traître à l'Église catholique et un apostat. L'auteur du Liber Pontificalis, soutenant les opposants aux efforts d'Anastase II, affirme que sa mort est un châtiment divin et qu'il avait rompu avec l'Église. De même, le Decretum Gratiani écrit à propos du pape qu'« Anastase II, réprimandé par Dieu, fut frappé par ordre divin ». Cette vision médiévale est décrite par les commentateurs modernes comme une « légende », une « interprétation erronée », une « tradition confuse » et « manifestement injuste ».
Bien que certains historiens aient jugé ce passage fallacieux, Dante place Anastase II dans le sixième cercle de l'Enfer, parmi les épicuriens, c'est-à-dire les « athées », sur la base d'une tradition, bien connue au Moyen Âge. Le poète imagine lire cette épitaphe sur son tombeau ardent, rappelant aussi l'hérésie de Photin (qui vécut un siècle avant Anastase II ; dans les vers cités, Photinus est le sujet de trasse, tandis que celui qui, à savoir Anastase II, est le complément objet) : « Anastasio papa guardo, lo qual trasse Fotin de la via dritta » (« Je garde le pape Anastase, celui que Photin a tiré du droit chemin »). Cependant, les érudits modernes spécialistes de Dante considèrent qu'il s'agit d'une erreur : la personne que Dante avait l'intention de mettre à ce niveau était l'empereur byzantin de l'époque, Anastase Ier,,.
Anastase II est, avec le pape Libère, l'un des deux seuls des 50 premiers papes à ne pas être canonisés. Cependant, Libère est mentionné dans la ménologie grecque et est reconnu comme un saint au sein de l'Église orthodoxe. Le titre de saint lui est parfois attribué dans certaines listes de pontifes romains et par certains écrivains ; son nom ne figure toutefois dans aucun martyrologe ancien et qu'il n'y a aucune trace d'un culte à son encontre.